# ادی رابیت
ادی رابیت (انگلیسی: Eddie Rabbitt; ۲۷ نوامبر ۱۹۴۱ – ۷ مهٔ ۱۹۹۸) خواننده-ترانه‌پرداز، موسیقی‌دان، خواننده، و آهنگساز اهل ایالات متحده آمریکا بود. وی بین سال‌های ۱۹۶۴ تا ۱۹۹۸ میلادی فعالیت می‌کرد.